# Сотников, Дмитрий Сергеевич
Дмитрий Сергеевич Сотников  (род. 29 мая 1985 года, Брежнев, СССР) — российский автогонщик, заслуженный мастер спорта России. Двукратный победитель «Ралли Дакар» (2021, 2022) в классе грузовиков. Выступает за команду «КАМАЗ-мастер».

## Биография
Родился 29 мая 1985 года. Отец Сергей Сотников — спортивный судья, механик в команде «КАМАЗ-мастер» — привёл сына в секцию картинга, когда ему было 9 лет. В 15 лет Дмитрий Сотников стал выступать за юниорскую команду завода микролитражных автомобилей, которая участвовала в кольцевых гонках. В 2010 году завоевал титул чемпиона России, участвуя в гонках класса багги.
В грузовых ралли прошёл путь от механика до старшего пилота. В составе команды «КАМАЗ-мастер» — с 2008 года.
На «Ралли Дакар» в качестве пилота дебютировал в 2014 году, его КамАЗ занял 4-е место в общем зачёте в классе грузовиков. В следующем году — 5-е место. На Ралли «Дакар-2017» показал лучший для себя на тот момент результат — 2-е место, финишировав вслед за партнёром по команде Эдуардом Николаевым. В 2021 году в генеральной классификации грузового зачёта лидировал после всех 12 этапов гонки и в итоге одержал свою первую победу на «Дакаре». В 2022 году вновь стал первым.
Победитель «Африка Рейс» 2013 года в экипаже КамАЗа в составе Антона Шибалова и Евгения Яковлева.
Четырёхкратный победитель Ралли «Шёлковый путь» (2013, 2017, 2021, 2022).
Победитель «Ралли Казахстана 2019», ралли-рейда «Золото Кагана 2015».
Закончил инженерно-экономическую академию, учился в Камском политехническом институте по специальности ДВС (двигатели внутреннего сгорания).
Увлекается бегом, участник благотворительных забегов.

### Семья
Отец Сергей Сотников работал на заводе, мать — учительница начальных классов. Есть старшая сестра. Супруга Олеся, сын Данил (родился в декабре 2015 года).

## Результаты
- 2011 год, «Дезерт Челлендж», механик в экипаже А. Каргинова — 2-е место
- 2011 год, «Шёлковый путь – серия Дакар», механик в экипаже И. Мардеева — 8-е место
- 2012 год, «Золото Кагана», пилот — 3-е место
- 2012 год, «Симбирский тракт», пилот — 4-е место
- 2012 год, «Шёлковый путь», пилот — 5-е место
- 2013 год, «Африка Рейс», механик в экипаже А. Шибалова[7][15] — 1-е место
- 2013 год, «Золото Кагана», пилот — 4-е место
- 2013 год, «Шёлковый путь», пилот — 1-е место
- 2014 год, «Дакар», пилот — 4-е место
- 2014 год, «Великая степь», пилот — 3-е место
- 2015 год, «Дакар», пилот — 5-е место
- 2015 год, «Золото Кагана», пилот — 1-е место
- 2016 год, «Шёлковый путь», пилот — 2-е место
- 2017 год, «Дакар», пилот — 2-е место
- 2017 год, «Шёлковый путь», пилот — 1-е место
- 2018 год, «Амуль- Хазар», пилот — 3-е место
- 2018 год, «Золото Кагана», пилот — 3-е место
- 2019 год, «Дакар», пилот — 2-е место
- 2019 год, «Золото Кагана», пилот — 2-е место
- 2019 год, Ралли Казахстана, пилот — 1-е место
- 2020 год, «Золото Кагана», пилот — 1-е место
- 2021 год, «Дакар», пилот — 1-е место
- 2021 год, «Шёлковый путь», пилот — 1-е место
- 2021 год, «Золото Кагана», пилот — 1-е место
- 2022 год, «Дакар», пилот — 1-е место
- 2022 год, «Шёлковый путь», пилот — 1-е место
- 2023 год, «Шёлковый путь», пилот — 4-е место[16]

## Награды
- 2013 год — благодарность Президента Республики Татарстан
- 2015 год — благодарность Кабинета Министров Республики Татарстан
- 2017 год — звание «Заслуженный работник транспорта Республики Татарстан»
- 2017 год — медаль «За доблестный труд»
- 2018 год — медаль ордена «За заслуги перед Отечеством» II степени
- 2021 год — медаль «100 лет образования ТАССР»
- 2022 год — орден «Дуслык»